# Bunny Wailer
Bunny Wailer, pseudonimo di Neville O'Riley Livingston (Kingston, 10 aprile 1947 – Kingston, 2 marzo 2021), è stato un cantante e percussionista giamaicano, membro del gruppo The Wailers con Bob Marley e Peter Tosh.

## Biografia

### Primi anni
Il giovane Neville Livingston trascorse la sua infanzia nel villaggio di Nine Mile, parrocchia di Saint Ann. Fu lì che incontrò per la prima volta Bob Marley, ed i due fecero presto amicizia. Entrambi i ragazzi provenivano da famiglie monoparentali; Livingston venne allevato da suo padre mentre Marley da sua madre. Successivamente il padre di Bunny, Thaddeus "Toddy" Livingston, convisse con la madre di Bob Marley, Cedella Booker, e vi ebbe una figlia che chiamò Pearl Livingston. Inoltre Peter Tosh ebbe un figlio, Andrew Tosh, con una delle sorelle di Bunny, Shirley.
Nel 1962 Bunny fece un provino per Leslie Kong alla Beverley's Records, più o meno nello stesso periodo in cui Bob Marley stava registrando "Judge Not". Bunny aveva intenzione di cantare la sua prima composizione, "Pass It On", che all'epoca era più orientata allo ska, ma arrivò in ritardo e perse l'audizione. Pochi mesi dopo, nel 1963; formò "The Wailing Wailers" con il suo fratellastro Bob Marley e l'amico Peter Tosh, e con i membri di breve durata Junior Braithwaite (1949-1999) e Beverley Kelso (1948).

### I Wailers
Solitamente nel trio Bunny era quello che cantava di meno. Quando però Bob Marley lascia la Giamaica per il Delaware nel 1966, rimpiazzato da Constantine "Vision" Walker, cominciò a cantare e registrare come voce principale del gruppo scrivendo anche canzoni come Who Feels It Knows It, I Stand Predominant e Sunday Morning. In questo periodo la sua musica è molto influenzata dal gospel e dal soul di Curtis Mayfield. Nel 1967 incise This Train, la prima canzone basata su un coro gospel registrata per lo Studio One.

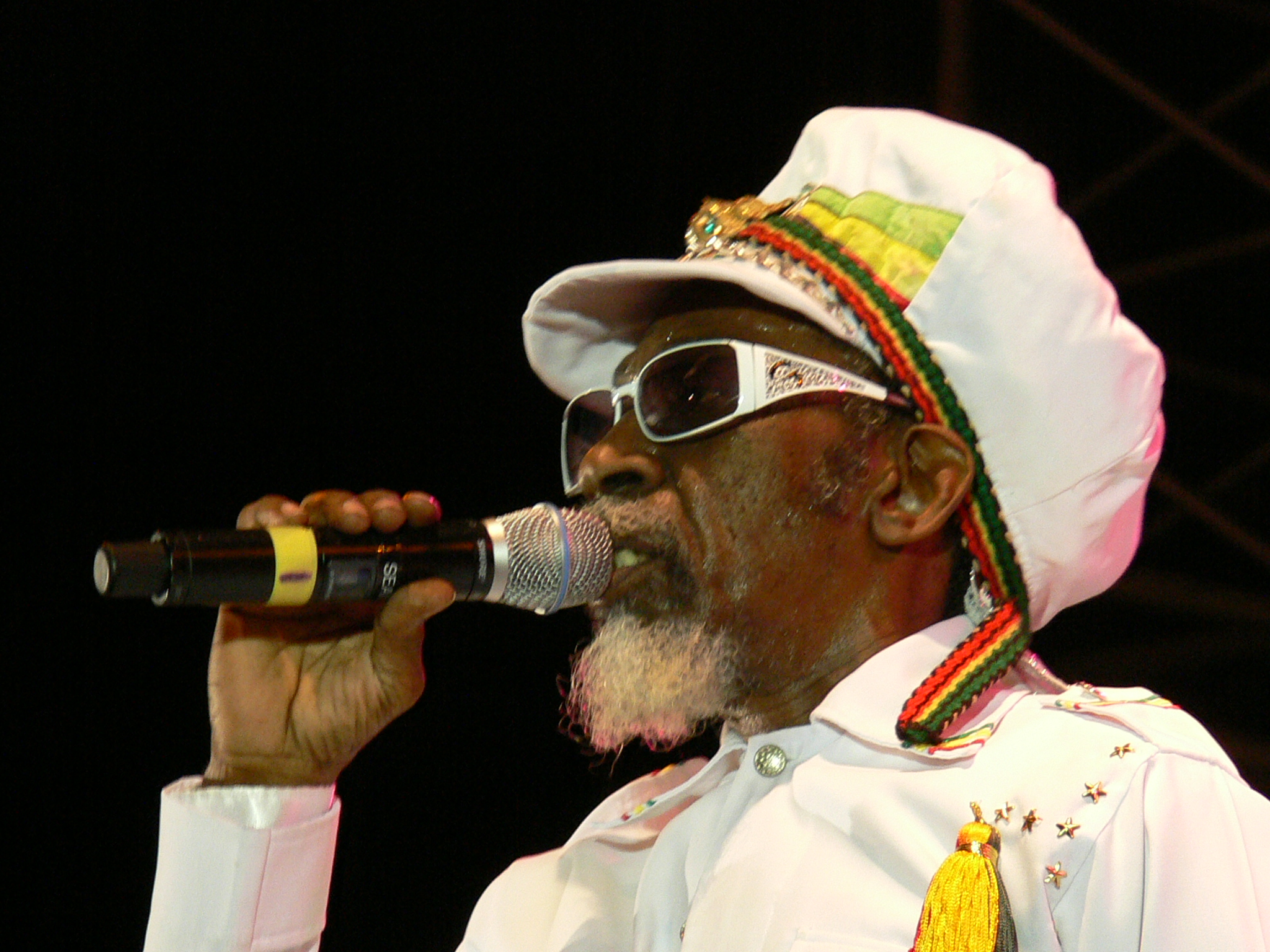
Bunny Wailer nel 2008

Mentre, verso la fine degli anni sessanta, i Wailers cambiavano continuamente produttore, Bunny ritornò ad essere sottoutilizzato, sia come cantante che come scrittore, cantando solo pochi versi in brani come Riding High o Keep On Moving, prodotte da Lee Perry. Nel 1973 ogni membro dei Wailers fondò un'etichetta, Marley la Tuff Gong, Tosh la H.I.M. Intel Diplo e Livingston la Solomonic. In quel periodo cantò come voce principale in Reincarnated Souls, un b-side del trio con la Island Records e in Pass it On e Hallelujah Time, due tracce presenti su Burnin', album del trio sotto Tuff Gong. Nello stesso tempo registrò alcune tracce, come Bide Up, Arab Oil Weapon e Life Line, per la sua etichetta.
Dopo Burnin' i Wailers andarono in tour negli Stati Uniti ed in Inghilterra, nonostante Livingston fosse abbastanza riluttante a lasciare la Giamaica. Con il successo internazionale del gruppo lui e Peter Tosh vennero oscurati da Bob Marley, su cui si concentrava quasi tutta l'attenzione. Dopo il tour Bunny lasciò il trio e comincia la sua carriera solista.

### Carriera solista
Dopo aver abbandonato i Wailers Livingston focalizzò maggiormente la sua produzione sul lato spirituale, continuando a identificarsi nel movimento rastafari. Registrò brani soprattutto del genere roots reggae, con testi politicamente e religiosamente affiliati al movimento. L'album Blackheart Man fu un ottimo esempio del suo roots reggae, ma egli sperimentò anche altri generi come la disco nell'album Hook Line & Sinker e successivamente la dancehall apolitica, riscuotendo un buon successo.
Nel 1990, 1994 e 1996 vinse il Grammy Award nella categoria Best Reggae Album.

### Morte
Nell'ottobre 2018, Wailer subì un lieve ictus che gli causò problemi nel parlare. Dopo un secondo ictus nel luglio 2020, Bunny venne ricoverato presso l'Andrews Memorial Hospital di Kingston, dove, il 2 marzo 2021, morì all'età di 73 anni per complicazioni insorte dopo l'ischemia cerebrale dell'anno precedente.

## Discografia

### Album con i Wailers
- The Wailing Wailers (1965) Studio One
- Soul Rebels (1970) Upsetter Records/Trojan Records
- Soul Revolution Part II (1971) Upsetter Records/Trojan Records
- The Best of The Wailers (1971) Beverley's
- Catch a Fire (1973) Tuff Gong
- Burnin' (1973) Tuff Gong

### Album solista
- 1976 - Blackheart Man (Island Records, ILPS 9415)
- 1977 - Protest (Island Records, ILPS 9512)
- 1978 - Struggle (Solomonic Records, 3540)
- 1978 - Dubd'sco Vol.1 (Solomonic Records, DSR 6167)
- 1979 - In I Father's House (Solomonic Records, DSR 1311)
- 1980 - Sings the Wailers (Solomonic Records)
- 1981 - Dubd'sco Vol.2 (Solomonic Records)
- 1981 - Rock 'n' Groove (Solomonic Records)
- 1981 - Tribute (Solomonic Records)
- 1982 - Hook Line & Sinker (Solomonic Records)
- 1982 - Live! (Solomonic Records)
- 1983 - Roots Radics Rockers Reggae (Shanachie Records)
- 1985 - Marketplace (Solomonic Records)
- 1986 - Rootsman Skanking (Shanachie Records)
- 1987 - Rule Dance Hall (Shanachie Records)
- 1988 - Liberation (Shanachie Records)
- 1990 - Time Will Tell: A Tribute to Bob Marley (Shanachie Records) riedizione dell'album Tribute (1981) con l'aggiunta di 2 brani
- 1990 - Just Be Nice (RAS Records)
- 1990 - Gumption (Solomonic Records)
- 1992 - Dance Massive (Shanachie Records)
- 1995 - Hall of Fame: A Tribute to Bob Marley's 50th Anniversary (RAS Records)
- 2000 - Communication (Solomonic/Tuff Gong Records)
- 2006 - World Peace (Solomonic Records)
- 2007 - Rub-A-Dub (Solomonic Records)
- 2009 - Cross Culture (Solomonic Records)
- 2009 - Combinations Vol.1 (Solomonic Records)

### Compilation
- 1994 - Crucial Roots Classics (RAS Records)
- 1995 - Retrospective (1995) Shanachie
- 1999 - Dubd'sco Volumes 1&2 (RAS Records)
- 2002 - Winning Combinations: Bunny Wailer & Dennis Brown (Universal Special Products Records) con Dennis Brown
- 2006 - The Wailers Legacy (Solomonic Records)
- 2013 - Reincarnated Souls 3CD (Solomonic Records, TAD'S)

### Videografia
- Live (2005) Video Music, Inc.

## Premi e riconoscimenti
- 1990: Time Will Tell: A Tribute to Bob Marley vince il Grammy Awards come Best Reggae Album[4]
- 1990: Time Will Tell: A Tribute to Bob Marley arriva al nono posto nella Billboard Top World Music Chart[5]
- 1991: Gumption arriva al decimo posto nella Billboard Top World Music Chart[5]
- 1994: Crucial! Roots Classics vince il Grammy Awards come Best Reggae Album[4]
- 1996: Hall of Fame: a Tribute to Bob Marley's 50th Anniversary vince il Grammy Awards come Best Reggae Album[4]